# 拉托勒
拉托勒（法語：Lataule，法語發音：[latol]）是法国瓦兹省的一个市镇，位于该省北部偏东，属于贡比涅区。

## 地理
拉托勒（49°32'24"N, 2°40'49"E）面积7.37 平方千米，位于法国上法蘭西大區瓦兹省，该省份为法国北部内陆省份，北起索姆省，西接厄尔省和滨海塞纳省，南至塞纳-马恩省和瓦兹河谷省，东临埃纳省。
与拉托勒接壤的市镇（或旧市镇、城区）包括：贝卢瓦、屈维伊、阿龙德河畔古尔奈、梅里拉巴塔耶、莫尔特梅尔、阿龙德河畔讷维。

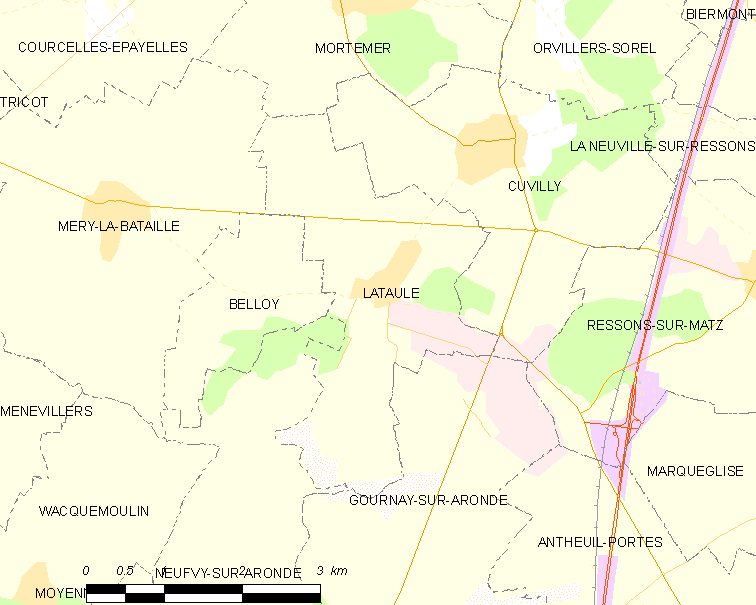
拉托勒的OSM定位图

拉托勒的时区为UTC+01:00、UTC+02:00（夏令时）。

## 行政
拉托勒的邮政编码为60490，INSEE市镇编码为60351。

## 政治
拉托勒所属的省级选区为埃斯特雷圣但尼县。

## 人口

1962-2008年间拉托勒人口变化图示

拉托勒于2022年1月1日时的人口数量为117人。